# Друцкий, Дмитрий Юрьевич
Дмитрий Юрьевич Друцкий (Друцкой) — князь, воевода во времена правления Василия III Ивановича и Ивана IV Васильевича Грозного.

## Биография
Сын князя Юрия Дмитриевича Друцкого служившего ВКЛ († до 1508). Сам Дмитрий Юрьевич находился на польской службе, был приверженцем князей Глинских, участвовал в неудачном восстании Глинских, а после отъезда последних в Москву и сам отъехал на московскую службу вместе со своими дядями: князьями Андреем, Богданом и Василием Дмитриевичами (1508). Здесь он служил московским интересам, но преимущественно участвуя в походах против крымских татар. Третий воевода на Угре (1524). Воевода на Угре и войск расположенных в Серпухове (1531), находился на Двине (1532). Воевода в Туле (1533) и оттуда послан на Оку против крымских татар. Совершал походы против крымцев, опустошавших русские области, разбил их и прогнал обратно (1534). По родословной росписи князей Друцких показан бездетным, но в ЭСБЕ упомянут, как родоначальник князей Друцких в России.